# Холиков, Алексей Александрович
Алексе́й Алекса́ндрович Хо́ликов (род. 28 августа 1984, Владивосток) — российский литературовед, доктор филологических наук, профессор МГУ.

## Биография
Родился в семье педагогов. В 2006 году с отличием окончил филологический факультет МГУ имени М. В. Ломоносова и поступил в аспирантуру там же. Основная квалификация — «Филолог. Преподаватель русского языка и литературы». Дополнительные квалификации: «Литературовед-компаративист», «Преподаватель русского языка как иностранного». Кандидат филологических наук (2009, диссертация «Биография писателя как теоретико-литературная проблема: на материале жизни и творчества Д. С. Мережковского с 1865 по 1919 год»), доктор филологических наук (2014, диссертация «Прижизненное полное собрание сочинений как структурно-семантическое единство в творчестве русских писателей (Д. С. Мережковский)»).
С 2010 года преподаёт на кафедре теории литературы филологического факультета МГУ имени М. В. Ломоносова. Состоит в Международной ассоциации исследователей авто-/биографий — The International Auto/Biography Association (IABA) — и является членом редколлегий международного научного журнала «AvtobiografiЯ: Rivista di studi sulla scrittura e sulla rappresentazione del sé nella cultura russa» (Università degli Studi di Padova) и журналов «Филологические науки. Научные доклады высшей школы», "Вестник РГГУ. Серия "Литературоведение. Языкознание. Культурология"". Публикуется в журналах «Вопросы литературы», «Новое литературное обозрение», «Известия РАН. Серия литературы и языка», «Новый филологический вестник», «Вестник Московского университета», «Знамя», «Октябрь» и зарубежных периодических изданиях. Выступал с лекциями в Италии (Университет Ка' Фоскари, Падуанский университет) и Швейцарии (Лозаннский университет, UNIL). Лауреат премии журнала "Вопросы литературы" за 2019 год.

## Направления исследований
Основные работы посвящены истории русской литературы рубежа XIX – XX вв., жизни и творчеству Д.С. Мережковского, теории литературы, текстологии, а также истории отечественного литературоведения XX века.

Разработанный проект словаря "Русские литературоведы XX века"  получил в 2011 году поддержку от РГНФ (№ 11-04-00015а), а в 2016 г. – грант на издание 1-го тома от того же фонда (№ 16-04-16501).
"Цель Словаря — представить специалисту (и не только) краткую систематизированную информацию о русских литературоведах XX века с современным аналитическим обзором их деятельности и оптимальным библиографическим приложением. Будучи наиболее репрезентативным на сегодняшний день, подготовленное издание не претендует на исчерпывающую полноту охвата имен (первый том — от «А» до «Л» — включает 378 статей), но стремится внести посильный вклад в изучение науки о литературе ушедшего столетия. Участие в подготовке данного тома Словаря приняло 254 автора из учебно-научных центров всего мира. В своей совокупности словарные статьи по-новому высвечивают теоретико- и историко-литературную картину России и русского зарубежья в XX веке. Издание снабжено установочными вступительными статьями, фотоиллюстрациями, а также именным указателем (ок. 5200 позиций)". 
С 2016 г. – член редколлегии (совместно с Е.А. Андрущенко, О.А. Коростелевым, К.А. Кумпан, А.В. Лавровым, В.В. Полонским) первого малого научного собрания сочинений Д.С. Мережковского.
Вышедшие тома:
- Мережковский Д. Собрание сочинений: В 20 т. Т. 14: Тайна Трех: Египет и Вавилон. Тайна Запада: Атлантида – Европа. М.: Дмитрий Сечин, 2017. ISBN 978-5-904962-55-5 (общ.) ISBN 978-5-904962-52-4 (т. 14)

"В настоящий том Собрания сочинений Д.С. Мережковского (1865–1941) вошли две первые книги трилогии, имеющей общее название «Тайна Трех» и от носящейся к эмигрантскому периоду его творчества, – «Тайна Трех: Египет и Вавилон» (1925) и «Тайна Запада: Атлантида–Европа» (1930). Третья книга трилогии – «Иисус Неизвестный» (1932–1934). Центральное место в них занимает трактовка русским писателем и философом загадок и тайн древнейших цивилизаций (Египта, Вавилона, Древней Греции и др.), отразившихся в христианской религии и философии" (из аннотации к книге).
- Мережковский Д. Собрание сочинений: В 20 т. Т. 8: Вечные спутники. М.: Дмитрий Сечин, 2017. ISBN 978-5-904962-55-5 (общ.) ISBN 978-5-904962-56-2 (т. 8)

"В настоящий том Собрания сочинений Д.С. Мережковского (1865–1941) вошла его книга «Вечные спутники» в последней авторской редакции 1914 г. Книга, состоящая из статей о классиках русской и мировой литературы, стала важным этапом творческой эволюции Мережковского и оказала огромное влияние на его современников. В «Вечных спутниках» есть настоящие исследовательские открытия, догадки, свидетельствующие, что их автор был прекрасным историком литературы и театра. По мнению Аврил Пайман, «этот том, содержащий живую и крайне субъективную переоценку мировой классики, вероятно, сделал больше, чем любая другая книга, для воспитания подрастающего поколения в уважении и любви к искусству как вневременному и непреходящему»" (из аннотации к книге).
- Мережковский Д. Собрание сочинений: В 20 т. Т. 9: О причинах упадка и о новых течениях современной русской литературы: Статьи 1880–1890-х гг. М.: Дмитрий Сечин, 2019. ISBN 978-5-904962-55-5 (общ.) ISBN 978-5-904962-66-1 (т. 9)

"В настоящий том Собрания сочинений Д.С. Мережковского (1865–1941) вошла его книга ≪О причинах упадка и о новых течениях современной русской литературы≫ в последней авторской редакции 1914 г., а также статьи 1880–1890-х гг., не включенные в сборник ≪Вечные спутники≫. На сегодняшний день это самый полный и наиболее выверенный корпус ранних литературно-критических и публицистических выступлений Мережковского за указанный период. Часть текстов републикуется после смерти автора впервые с подробными научными примечаниями. Для остальных работ заново проведена текстологическая подготовка, в довольно большом количестве исправлены как существенные неточности, так и мелкие опечатки, встречавшиеся в предыдущих изданиях. Объем комментариев при этом значительно расширен. Отдельно, в качестве ≪Дополнений≫ к основному корпусу статей, впервые воспроизводятся и комментируются собранные по периодике тех лет открытые письма автора" (из аннотации к книге).

## Основные работы

### Монографии
- Дмитрий Мережковский: Из жизни до эмиграции: 1865—1919. СПб.: Алетейя, 2010. — 152 с. ISBN 978-5-91419-341-3

«В монографии исследуются некоторые ключевые эпизоды из жизни Дмитрия Сергеевича Мережковского (1865—1941) до его эмиграции в конце 1919 года. Книга написана на основе архивных источников (РГБ, РНБ, ИРЛИ, РГАЛИ, ГЛМ). Особое внимание автор уделил рассмотрению малоизученных тем (например, роль Мережковского в истории „отлучения“ Льва Толстого от церкви, отношения писателя с Андреем Белым, роль в его судьбе Корнея Чуковского). В заключение поднимаются теоретические вопросы создания научной биографии Мережковского, высказываются замечания, заставляющие лишний раз задуматься над значимостью „правил“, которые, как известно, не учат тому, что надо делать, но зато указывают на то, чего следует избегать» (из аннотации к книге). 
- Прижизненное полное собрание сочинений Дмитрия Мережковского: Текстология, история литературы, поэтика. М.; СПб.: Нестор-История, 2014. — 344 с. ISBN 978-5-4469-0256-9 [2-е изд., испр. и доп., 2019.] ISBN 978-5-4469-1556-9

«В монографии впервые рассматриваются прижизненные полные собрания сочинений русских писателей XIX—XX вв. как вид издания. Автор подробно останавливается на их истории, типологии и принципах научного описания. Во второй части исследования речь идет о „Полном собрании сочинений“ (1914) Д. С. Мережковского, которое изучается с точки зрения текстологии, истории литературы, поэтики. Книга предназначена для тех, кто занимается творчеством Мережковского, изданием его сочинений и комментированием текстов писателя» (из аннотации к книге). 

### Учебники, учебные и учебно-методические пособия
- Современный русский язык (культура речи): Практикум. М.: МИИТ, 2007. — 198 с. [В соавторстве с Г. В. Смирновой]
- Биография писателя как жанр: Учебное пособие. М.: Книжный дом «ЛИБРОКОМ», 2010. — 96 с. [2-е изд., 2014]
- Стилистика: Учебно-методический комплекс. М.: РПА Минюста России, 2010. — 27 с. [В соавторстве с О. Н. Кияновой]
- Русское академическое литературоведение: история и методология (1900‒1960-е годы). М.; СПб.: Нестор-История, 2015. — 176 с. [2-е изд., испр. и доп., 2017. ‒ В соавт. с В. Е. Хализевым, О. В. Никандровой].
- История русской литературы Серебряного века (1890-е ‒ начало 1920-х годов): В 3 ч.: учебник для бакалавриата и магистратуры / отв. ред. М. В. Михайлова, Н. М. Солнцева. М.: Юрайт, 2017. [Гл. «Д. С. Мережковский»]

### Редактирование, составление и подготовка к печати
- Русское литературоведение XX века: имена, школы, концепции: Материалы Международной научной конференции (Москва, 26 — 27 ноября 2010 г.) / под общ. ред. О. А. Клинга и А. А. Холикова. — М.; СПб.: Нестор-История, 2012. — 320 с. [Рец.: Голенко Ж. — // Знамя. 2013. № 8. С. 227—228; роспись содержания: Новое литературное обозрение. 2013. № 122. С. 394—395; Скляров О. Н. Итоги и предвосхищения // Вестник ПСТГУ III: Филология. 2013. Вып. 2 (32). С. 141—149; Смирнова А. И. Подводя итоги века // Русистика и компаративистика: Сб. науч. ст. Вып. 8 / Отв. ред. Е. Ф. Киров, Г. Кундротас, М. Б. Лоскутникова, сост. Е. И. Белова, Д. Сабромене. Vilnius: LEU leidykla: Edukologijа, 2013. С. 181—187. Реф. Петрова Т. Г., Ревякина А.А. — // Социальные и гуманитарные науки. Отечественная и зарубежная литература. Сер. 7. Литературоведение: РЖ. М., 2014. № 1. С. 7—21.]
- Русские литературоведы XX века: Биобиблиографический словарь. Т. I: А-Л / сост. А. А. Холиков; под общ. ред. О. А. Клинга и А. А. Холикова; редколл.: О. А. Клинг (гл. ред.), А. А. Холиков (зам. гл. ред.), В. И. Масловский, О. В. Никандрова, Е. И. Орлова. М.; СПб.: Нестор-История, 2017. — 532 с., ил. [Рец.: Гурулева Е. В. — // Stephanos. 2017. № 6 (26). С. 335—338; Зенова Е. Литературоведение в личностях // Знамя. 2018. № 2. С. 228—229; Николюкин А. Энциклопедия как жанр // Литературная газета. 2018. № 15 (6639); Темиршина О.Р. — // Вестник Московского университета. Сер. 9: Филология. 2018. № 1. С. 208–217; Урюпин И.С. Летопись отечественного литературоведения в лицах // Филологический класс. 2018. № 2 (52). С. 177—179; Реф. Ревякина А.А. — // Социальные и гуманитарные науки. Отечественная и зарубежная литература. Сер. 7. Литературоведение: РЖ. М., 2018. № 3. С. 39—43; Пешков И.В. Вперед в XX век, или Величие несопоставимого // Новый филологический вестник. 2018. № 3 (46). С. 285—293; Красильников Р.Л. — // Вопросы литературы. 2018. № 5. С. 390—395; Федотов А.С. — // НЛО. 2018. № 6 (154). С. 303—306; Рейтблат А.И. — // НЛО. 2018. № 6 (154). С. 306—312; Марков А.В. — // Известия РАН. Серия литературы и языка. 2018. Т. 77. № 5. С. 73—75; Поддубцев Р.А. Всеобщая перепись литературоведов: о новом биобиблиографическом словаре // Русская литература. 2019. № 1. С. 240—241; Дубровская С.А., Несмелова О.О., Осовский О.Е. «Литературоведение, в сущности, еще молодая наука…»: размышления над словарем русских литературоведов XX века // Филологические науки: Научные доклады высшей школы. 2019. № 6. С. 60 – 69.]
- Д.С. Мережковский: писатель – критик – мыслитель: Сборник статей / Ред.-сост. О.А. Коростелев, А.А. Холиков. М.: Изд-во «Дмитрий Сечин», Литфакт, 2018. — 687 с. (Б-ка "Лит. наследства". Новая серия. Вып. 3). [Рец.: Мартынов А. Сердце не груша: От грядущего хама к великому жулику // НГ-EXLIBRIS. 2018. 11 октября.]
- Мережковский Д. Собрание сочинений: В 20 т. Т. 9: О причинах упадка и о новых течениях современной русской литературы: Статьи 1880–1890-х гг. / Сост., подгот. текста, послесл. А.А. Холикова; примеч. А.А. Холикова при участии О.А. Коростелева. –  М.: Дмитрий Сечин, 2019. – 332 с.

### Статьи и рецензии
Автор более 180 научных статей и рецензий. Полный перечень публикаций доступен на персональной странице сайта «ИСТИНА».